# Waverly Wray
Waverly W. Wray (Batesville (Mississippi), 17 september 1919 - gesneuveld bij Nijmegen (Gelderland), 21 september 1944) was een Amerikaanse officier. Hij werd op 22 februari 1946 bij Koninklijk Besluit door koningin Wilhelmina postuum benoemd tot Ridder in de Militaire Willems-Orde.
Eerste luitenant Waverly W. Wray maakte deel uit van D Company, 505th P.I.R., 82nd Airborne Division, een luchtlandingseenheid die tijdens Operatie Market Garden met zweefvliegtuigen afdaalde.
Tijdens de gevechten van de 82ste Airborne Division in het gebied van Nijmegen in de periode van 17 september tot 4 oktober 1944 heeft Waverly W. Wray, zo vermeldt het Koninklijk Besluit, zich "tijdens de gevechten van de 82ste Airborne Division in het gebied van Nijmegen in de periode van 17 september tot 4 oktober 1944 zich onderscheiden door het bedrijven van uitstekende daden van moed, beleid en trouw.
Daarbij (heeft hij) herhaaldelijk blijk gegeven van buitengewone plichtsbetrachting en groot doorzettingsvermogen, en in alle opzichten een zeer loffelijk voorbeeld, een inspiratie geweest voor allen in die roemvolle dagen, waarbij hij zelf het leven heeft gelaten".

## Onderscheidingen
- Distinguished Service Cross[4][5]
- Ridder der vierde klasse in de Militaire Willems-Orde op 8 november 1945[6][4]
- Silver Star op 30 november 1944[4][5]
- Purple Heart[4]

Charles Billingslea · Robert C. Blankenship · Charles King Boyd · Julian Aaron Cook · Daniel Frank Elam · Edward Simons Fulmer · Wesley Harris · Glenn Jonas · William Kero · Harry William Osborn Kinnard · Paul Lester · Joseph Myers · Herbert Edgar Schulman · Maxwell D. Taylor · Dewitt S. Terry · Reuben Henry III Tucker · Waverly W. Wray